# Georges-Louis Bouchez
Pour les articles homonymes, voir Bouchez.
Georges-Louis Bouchez (/ʒɔʁʒ luwi bu.ʃe/), également désigné par ses initiales GLB, né le 23 mars 1986 à Frameries, est un avocat et homme politique belge libéral. Il est le président du parti politique belge le Mouvement réformateur (MR). 
Il débute en politique en 2006 en se présentant sur la liste communale MR à Mons. En 2009, il rejoint alors le cabinet du Vice-Premier ministre et ministre des Finances, Didier Reynders, comme conseiller. Il est élu échevin et est chargé des finances. En 2014, en remplacement de Jacqueline Galant, il devient député wallon et de la Fédération Wallonie-Bruxelles. Il occupe ce poste jusqu'en 2016.
En 2019, il devient sénateur coopté et est élu président du Mouvement réformateur. En 2024, il est élu député fédéral à la Chambre des représentants et réélu à la présidence du parti. 
Depuis 2020, il occupe également la fonction de président du Royal Francs-Borains, club de football belge de Challenger Pro League.
Il est souvent décrit comme une figure controversée dans le paysage politique belge, en raison de ses prises de position considérées comme réactionnaires ou proches de l'extrême droite sur des sujets tels que la politique économique, l'immigration ou le conflit israélo-palestinien. Très actif sur les réseaux sociaux, Georges-Louis Bouchez est fréquemment au centre de polémiques. Ses déclarations suscitent souvent des critiques et débats aussi bien parmi la classe politique belge qu'au sein de la société civile.

## Situation personnelle

### Enfance et études
Georges-Louis naît le 23 mars 1986 à Frameries. Ses parents sont commerçants indépendants, son père étant ingénieur en électronique, propriétaire de magasin et bailleur de bâtiments industriels,. Il est le petit-fils d’un mineur et d’un militaire, avec des origines italo-belges. Son prénom est composé des prénoms respectifs de ses deux grands-pères. 
Durant son enfance, il se passionne pour les voitures et particulièrement la Formule 1. À 12 ans, ses parents lui offrent un kart et il participe à diverses courses.
Il vit successivement à Colfontaine et Quaregnon et effectue ses études secondaires au Collège Saint-Stanislas à Mons, d'où il est diplômé en 2004,. 
Il entreprend des études à Saint-Louis et obtient un bachelier en droit en 2007. Il réalise sa maîtrise en droit à l’Université libre de Bruxelles et est diplômé en 2009,. Son mémoire de fin d'études, sous la direction de Marc Uyttendaele, porte sur les suites politiques de l'affaire Fortis,. Durant ses études à l'ULB, il est représentant des étudiants libéraux.
Depuis 2012, il est avocat inscrit au Barreau de Mons.

### Président du Royal Francs-Borains
Depuis 2020, il occupe la fonction de président du Royal Francs-Borains, club de football belge de Challenger Pro League.

### Vie privée
Georges-Louis Bouchez est en couple avec Lucie Demaret, conseillère communale à Ham-sur-Heure-Nalinnes et également membre du Mouvement Réformateur,. Ils ont un fils né en 2024.

## Parcours politique
Si la famille de George-Louis Bouchez n'est pas militante politiquement, elle suit les débats politiques à la télévision, ce qui l'influence et lui donne goût à la politique.  

### Politique locale
En 2006, il est candidat pour la première fois sur la liste communale MR à Mons. Positionné en quatorzième position sur cette liste et obtenant 397 voix, il rate de quelques voix un siège au conseil communal montois,.
En 2009, il est engagé au cabinet du Vice-Premier ministre et ministre des Finances, Didier Reynders, comme conseiller. De 2010 à 2012, il est membre du Conseil de la Jeunesse de la Communauté française Wallonie-Bruxelles. Concurremment, il est assistant en droit aux Facultés universitaires Notre-Dame de la Paix à Namur et est ensuite, à partir de 2011 jusqu'en 2015, nommé chargé d’exercices en droit à l’UMons/ULB.
Il se présente aux élections législatives fédérales belges de 2010 (8e sur la liste MR) pour le Sénat mais n'est pas élu.
Tête de liste aux élections communales de 2012 à Mons, il est élu au collège communal et devient échevin des Finances, du Budget, de l’Emploi, du Développement durable et de l’Informatique de la cité du Doudou dans un collège PS-MR mené par Elio Di Rupo,,.

### Élection au Parlement wallon
Lors des élections régionales de 2014, il est candidat à la première suppléance et réalise le deuxième score de la liste MR pour la circonscription de Mons (4 535 voix),. En octobre 2014, il est désigné député wallon et de la Fédération Wallonie-Bruxelles en remplacement de Jacqueline Galant devenue ministre fédérale chargée de la mobilité dans le gouvernement Michel. La même année, il est conseiller au cabinet du Vice Premier Ministre Didier Reynders.
Georges-Louis Bouchez perd son mandat de député wallon et de la Fédération Wallonie-Bruxelles après la démission de Jacqueline Galant en avril 2016. Le 19 avril 2016, le bourgmestre de Mons, Elio Di Rupo, renoue un pacte de majorité remplaçant les libéraux par le cdH car il estime qu'il y « il y a rupture de confiance » à l’égard des socialistes de la part de Georges-Louis Bouchez. Celui-ci redevient alors conseiller communal sans intégrer la majorité,.
En juillet 2016, il devient le «Délégué général à l’animation et à la prospective» du Centre Jean Gol, le think tank libéral. Il est chargé d’organiser le débat dans les sections locales. Il défend la suppression du vote obligatoire face à Louis Michel au congrès doctrinal du MR fin 2016 – perdant par 43% des voix contre 57%. Il prône l’allocation universelle. Il réfléchit à la taxation sur les robots non délocalisables. Il propose un second tour aux élections pour permettre aux citoyens de choisir parmi les coalitions mathématiquement possibles. Il rédige une proposition visant à réprimer la banalisation du régime nazi.
Il reprend son rôle d'avocat et devient, durant un an, formateur à l’IFAPME du Centre de Charleroi (2016-2017),. Il continue à siéger au conseil d'administration de l'intercommunale de Développement Economique et d'Aménagement du coeur du Hainaut (IDEA) (2012-),.

### Élections communales de 2018

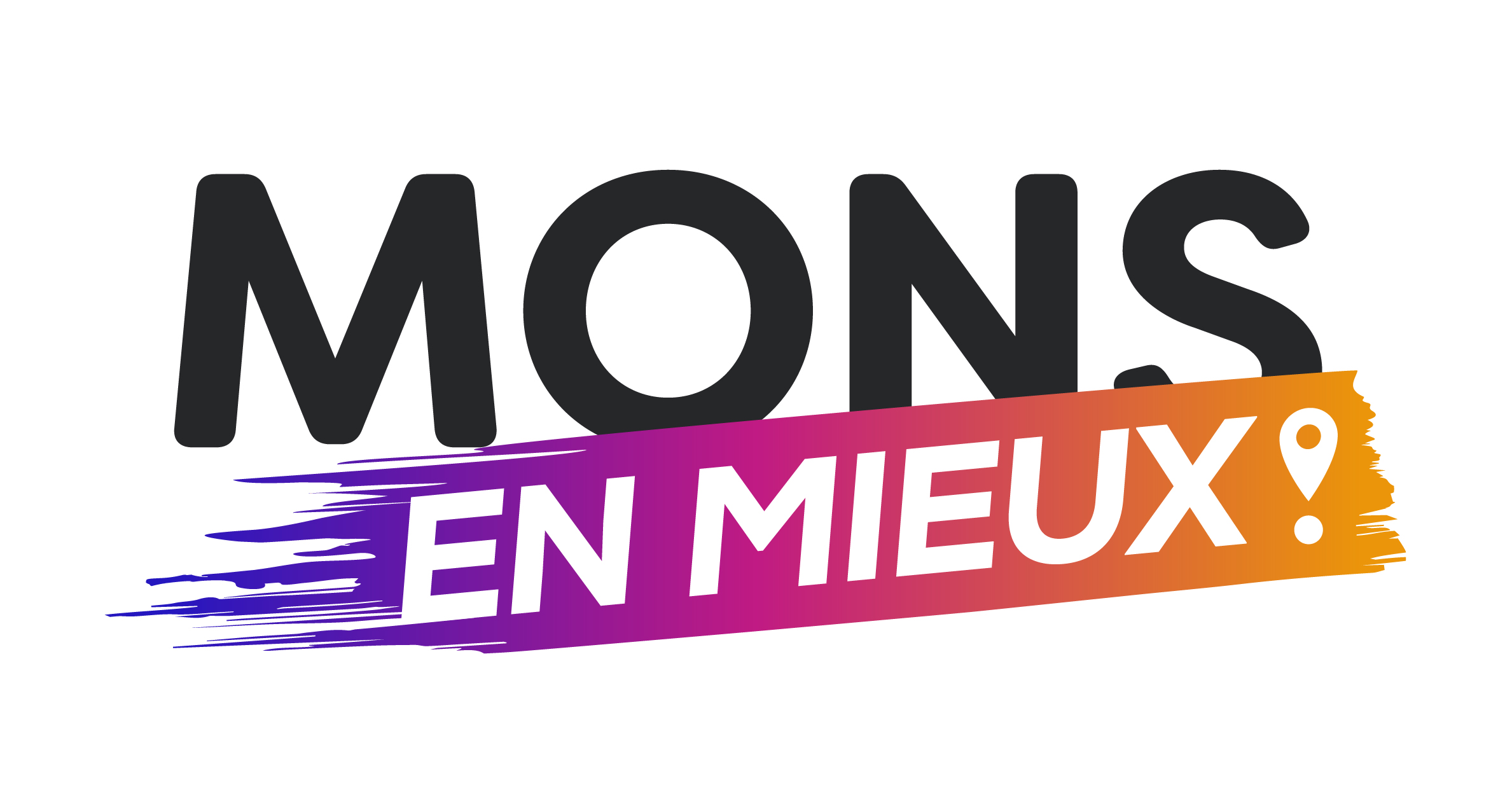
Logo de Mons en Mieux!

Lors des élections communales de 2018, le MR ne se porte pas très bien en Hainaut ni à Mons où les libéraux ne sont crédités que de 18% des intentions de vote. Georges Louis Bouchez ne se présente pas sous le sigle du MR mais sous une liste pluraliste : « Mons en Mieux! ». Des membres du cdH (dont Opaline Meunier), du PS et d'Ecolo le rejoignent. Des délégués syndicaux FGTB et CSC ainsi que 25 citoyens sans appartenance politique font également partie de la liste,. « Mons en Mieux! » obtient près de 22% des voix alors que le cartel PS-Citoyen perd plus de 15% des suffrages comparativement aux résultats des élections communales de 2012. La liste obtient 11 sièges. Georges-Louis Bouchez réalise le troisième score en termes de voix de préférence de la ville (4 976 voix).
Le 6 novembre 2018, le PS et Ecolo forment un pacte de majorité écartant ainsi « Mons en Mieux » du collège des bourgmestre et échevins.

### Élections législatives de 2019
Le 19 mars 2019, le Président du MR, Charles Michel, nomme Georges-Louis Bouchez en tant que porte-parole de la campagne électorale du parti en rappelant qu'il porte déjà régulièrement sa parole dans les médias et dans de nombreux débats.
Lors des élections fédérales du 26 mai 2019, Georges-Louis Bouchez est placé en quatrième position sur la liste fédérale du MR pour la circonscription hennuyère. Cette place est considérée par beaucoup comme un ballotage tant les sondages sont en berne pour les libéraux. Il obtient 16 522 voix dans la province de Hainaut, ce qui constitue le second meilleur score en nombre de voix de préférence, mais n'est pas élu à cause de l'effet dévolutif de la case de tête. Il devient néanmoins sénateur coopté du MR,. Il prête serment le 12 juillet 2019,.

### Présidence du MR (2019-)
Début octobre 2019, Georges-Louis Bouchez se présente à la succession de Charles Michel comme président du Mouvement Réformateur. Cinq candidats sont en lice : Clémentine Barzin, Georges-Louis Bouchez, Denis Ducarme, Christine Defraigne et Philippe Goffin. Le 28 novembre 2019, Bouchez est élu président du parti avec 62% des votes, après un second tour face à Denis Ducarme.
Depuis 2020, il préside également le centre Jean Gol.
En octobre 2020, la formation du gouvernement De Croo entraine un remaniement du Gouvernement wallon. À cette occasion, Georges-Louis Bouchez y nomme Denis Ducarme comme ministre à la place de Valérie De Bue, mais doit rapidement revenir en arrière car une règle interne impose au moins un tiers de ministres féminines. Plusieurs élues du MR montrent leur soutien à Valérie De Bue. Cet épisode crée un malaise au sein du MR, certains cadres du parti reprochant le manque de concertation et de collégialité autour des nominations. Le 6 octobre 2020, Georges-Louis Bouchez présente ses excuses dans une vidéo diffusée sur les réseaux sociaux. Pour mettre un terme à la crise interne, les cadres du parti décident de mettre sur pied, un «G11» dont le but est de créer une instance de discussion des décisions et assurer un meilleur échange d'information entre les différents acteurs du Mouvement Réformateur. Willy Borsu déclare à cette occasion qu’« il s’agit dès lors d’une dernière chance pour Georges-Louis Bouchez »
En juillet 2022, à la suite de la démission de Sophie Wilmès du gouvernement fédéral pour raisons familiales, Georges-Louis Bouchez, responsable de la succession de ce portefeuille, décide de nommer Hadja Lahbib ministre des affaires étrangères. Cette décision est immédiatement critiquée aussi bien par le MR que par la presse qui parle d'un « parachutage » au vu du manque d'expérience politique de l'ancienne journaliste,. Le 2 septembre 2024, il décide de nommer Hadja Lahbib commissaire européenne. Cette décision fait à nouveau l'objet de critiques. De Morgen reconnait la dérive particratique importante au sein du MR, ce qui pèse sur les enjeux européens et pourrait causer à terme des difficultés dans la représentation belge européenne au sein de la Commission européenne.[pertinence contestée]
Le 15 juillet 2024, Georges-Louis Bouchez est réélu à la présidence du parti. Il était le seul candidat à sa succession.

### Élections législatives de 2024
Lors des élections législatives de juin 2024, il est élu député à la Chambre des représentants dans la circonscription du Hainaut avec 79.447 voix de préférence. Le MR qu'il préside devient alors le premier parti francophone du pays devant le Parti Socialiste.

## Prises de position

### Politiques

#### Critiques du communautarisme
Georges-Louis Bouchez se revendique d’être d’une droite populaire, qu’il oppose à la droite populiste qu’il accuse de n'apporter aucune solution concrète et être dans le slogan ; il utilise aussi le qualificatif de « droite camping-car ». Il définit la droite populaire comme étant une droite qui assume ses choix et impose ses thèmes, comme celui de la sécurité et de la fiscalité. Il déplore que les débats fassent souvent place à des minorités bruyantes ou enjeux qui ne sont pas ceux ressentis au niveau de la population, comme notamment celui, selon lui, du conflit israélo-palestinien.
En juillet 2021, une polémique éclate à Anderlecht, à la suite de la décision d’autoriser le burkini à la piscine publique communale ainsi que d’autoriser des heures réservées aux femmes. Georges-Louis Bouchez s’indigne de cette décision et fustige la « folie communautariste ». Il en appelle à la secrétaire d’État Sarah Schlitz pour que celle-ci intervienne, voyant en cette décision une « mise à mal de nos valeurs ».

#### Négation du caractère démocratique du Parti du travail de Belgique
Il considère que le Parti du travail de Belgique de gauche radicale est un parti « anti-démocratique » et le compare au parti d’extrême droite flamand Vlaams Belang et réclame un cordon sanitaire pour lui faire barrage,. Son analyse est notamment contredite par le Centre de recherche et d'information socio-politiques.

### Sociales et économiques

#### Chômage et grève
En septembre 2021, il propose que les chômeurs de longue durée (plus de deux ans), qui refuseraient une formation et/ou emploi dans un métier en pénurie, doivent pouvoir être sanctionnés. George-Louis Bouchez s’étonne qu’il y ait plus de 200 000 chômeurs en Wallonie alors qu’il y a plus de 125 métiers en pénurie de main-d’œuvre. Quelques jours plus tard, il fait part de sa stupéfaction face aux propos de Thierry Bodson, président du syndicat FGTB qui a déclaré : « Les jeunes ne se voient plus travailler après 55 ans ». À la suite de ces propos, Georges-Louis Bouchez s’est interrogé : « Quand je vois les montants que les syndicats reçoivent pour gérer les allocations de chômage et pour faire de la formation professionnelle, je me demande si les syndicats n'ont pas un incitant à maintenir un certain volume de demandeurs d'emploi. Pour le moment la gestion du chômage pour certaines personnes, c'est très rentable ! ». Il affirme aussi que les organisations syndicales devraient moins défendre les chômeurs et davantage inciter les gens à reprendre le travail. Il s'oppose également à l’augmentation de l'indemnité de grève.

#### Proposition d'un «Capital jeunesse»
Il propose en avril 2022 l’octroi d’un « Capital jeunesse » de 25 000 euros aux 18-25 ans financé par le transfert des allocations familiales à la condition d'un projet de financement d'études, d'achat d'un premier bien immobilier ou de lancement d'une activité commerciale,. L'investissement correspondrait à environ 7,5 milliards d'euros sur 10 ans.

#### Refus de la taxation des jets privés
En août 2022, Georges-Louis Bouchez s'oppose à l'idée de taxer les voyages en jet privé en la qualifiant de « nouvelle idée populiste ».

#### Refus de la taxe sur les plus-values
À la suite des élections du 9 juin 2024, lors de la formation du gouvernement fédéral, dit Arizona, Georges-Louis Bouchez a rejeté la proposition d'accord du gouvernement sur les mesures socio-économiques en raison d'un impôt sur les plus-values boursières ; la presse le pointe pour son rôle singulier dans cet échec,.

### Soutien d'Israël à la suite de l'attaque du Hamas d'octobre 2023
Le 23 novembre 2023, à l’initiative de Georges-Louis Bouchez, un film produit par les autorités israéliennes retraçant les horreurs de l’attaque du Hamas du 7 octobre est projeté au Sénat. La présidente de la Chambre, Eliane Tillieux, avait refusé cette projection mais Georges-Louis Bouchez déclare sur X « C'est un devoir de transparence et de démocratie. C'est un devoir aussi à l'égard de l'Histoire. C'est un devoir dans le respect et la solidarité que nous devons avoir envers toutes les victimes, qu'elles soient palestiniennes ou israéliennes »,,,.
Le 24 septembre 2024, lors d'une intervention sur Radio Judaïca, il qualifie de « coup de génie » les explosions de bipeurs et de talkies-walkies au Liban survenues les 17 et 18 septembre et attribuées à Israël, qui ont provoqué la mort de 42 personnes et plus de 3458 blessés. En réaction, le conseiller communal bruxellois Mourad Maimouni porte plainte contre Georges-Louis Bouchez pour apologie du terrorisme. Cette déclaration fait aussi l'objet d'un débat houleux en séance plénière à la Chambre des Représentants, lors de laquelle Georges-Louis Bouchez se défend par des prises de paroles non sanctionnées par le règlement,.

## Perception publique
En septembre 2020, le quotidien Het Belang van Limburg le décrit comme un « maître en sabotage, le Sarkozy de la rue de la Loi qui se voit plus grand qu’il n’est »,.
Le 15 janvier 2022, le ministre fédéral belge de la Justice Vincent Van Quickenborne déclare dans le journal flamand Het Laatste Niews que « Georges-Louis Bouchez aboie pendant que nous agissons ». Il qualifie Georges-Louis Bouchez comme étant quelqu'un qui « revient toujours au passé » et dit du MR que « ce n'est pas le Mouvement réformateur, mais plutôt le Mouvement réactionnaire ».
Son image est écornée dans le courant de l'année 2023, à la suite de sa participation à deux épisodes de l'émission de téléréalité « Special Forces : qui ose gagne » sur la chaîne flamande VTM, lors de laquelle il est présenté comme un « poids mort »,.

### Proximité supposée avec l'extrême-droite
Georges-Louis Bouchez a rompu à plusieurs reprises le cordon sanitaire médiatique, en acceptant de débattre avec le président du Vlaams Belang, et en partageant du contenu qui est ouvertement d’extrême droite sur les réseaux sociaux,,. En 2022, ses propos sur l'homme politique français Éric Zemmour qu'il affirme respecter davantage que son opposante politique, Valérie Pécresse, suscitent de nombreuses critiques, y compris de membres du MR comme Denis Ducarme.
Selon le politologue Dave Sinardet, le discours de Georges-Louis Bouchez est parfois similaire à celui de la N-VA ou du Vlaams Belang dans le sens où il attaque régulièrement la Vivaldi. Cette analyse est également partagée par la presse, ainsi que ses adversaires politiques, qui reconnaissent l'« extrême-droitisation » du discours et des propositions du MR (et son président),,,. Une analyse conjointe de l'UCLouvain et de l'Université d'Anvers confirme ces points de vues,. En mai 2025, la FGTB de Verviers et la CSC appellent à instaurer un cordon sanitaire contre Georges-Louis Bouchez, qu’elles désignent comme un fasciste selon les critères de Umberto Eco.

### Mauvaise connaissance du néerlandais
Francophone, Georges-Louis Bouchez est critiqué pour sa mauvaise compréhension et sa pratique du néerlandais, langue officielle de son pays,. Si au sortir de ses études, il ne parle pas le néerlandais, c'est selon lui par la faute du système éducatif wallon.

### Cible d'actions d'agitprop
De par sa fonction de président Mouvement réformateur et son image publique, Georges-Louis Bouchez a été visé à plusieurs reprises par des actions d'agitprop, qui ont parfois porté atteinte à son intégrité physique.
Le 6 mars 2022, lors d’un évènement du MR à Namur, Georges-Louis Bouchez se fait « enfariner » par des militants Gilets Jaunes.
En septembre 2023 Georges-Louis Bouchez est victime d'entartage en séance de dédicaces de son livre organisée à la Fnac de Liège.

## Controverses

### Accusation d'atteinte à la liberté de la presse

#### Retrait article sur des implications dans le lobby du pari sportif
En avril 2024, le journal Le Vif écrit que Georges-Louis Bouchez a fait supprimer un article du Moustique (groupe IPM), titré Une enquête pointe les liens entre Georges-Louis Bouchez et les sociétés de paris sportifs. La dépublication de cet article est considérée comme une « atteinte sérieuse à la liberté de la presse » par le député Ecolo Gilles Vanden Burre.
L'article en question est une traduction française de l'enquête de l'Humo, qui, à travers des témoignages de personnalités de premier plan de l'OpenVLD, du MR et de Vooruit, démontre d'une part, que Georges-Louis Bouchez a des liens étroits avec plusieurs sociétés de pari sportif, dont notamment l'entreprise Ladbrokes. Le député Groen Stefaan Van Hecke fait remarquer que Georges-Louis Bouchez est « sponsorisé par Ladbrokes en tant que pilote de rallye » tandis que Melissa Depraetere, présidente de Vooruit souligne l'existence de « liens entre le MR et les conseils d'administration de certaines sociétés de jeux d'argent ».
D'autre part, Georges-Louis Bouchez est accusé de s'être également servi de son rôle de président du MR pour minimiser les mesures prévues par le projet d'arrêté royal portant sur la forte limitation des publicités pour les jeux d'argent. Melissa Depraetere qualifie cette décision de « Très discutable » au vu de l'exemption des clubs de foot amateurs par ces mesures, comme les  Royal Francs-Borains également sponsorisé par LadBrokes dont Georges-Louis Bouchez est le président,.

#### Accusations de pressions et menaces d’agressions physiques sur journalistes
Fin juillet 2025, Georges Louis Bouchez fait l'objet d'un article du Vif concernant une accusation d'utilisation frauduleuse d'une carte PMR. La RTBF publie à son tour un article sur la polémique mais Georges Louis Bouchez conteste certains faits lors de sa publication.  Il contacte alors la RTBF qui reconnaît des erreurs factuelles dans l'article, mais l'échange téléphonique entre la journaliste contactée et le député s'envenime,,,. Le président du MR est alors accusé d'atteinte à la liberté de la presse et de menace physique sur un journaliste, ce qu'il conteste,. L’enregistrement téléphonique diffusé sur les réseaux sociaux contre la volonté de la RTBF choque la classe politique, y compris au sein du parti qu'il préside,,,,. La société des journalistes de la RTBF dépose également un communiqué qui estime que ce n'est « la première fois que Georges-Louis Bouchez interpelle directement des journalistes pour se plaindre, leur mettre directement la pression et leur demander de modifier un article »,. 
En août 2025, la Fédération européenne des journalistes dépose deux alertes auprès du Conseil de l’Europe. L'une concernant une « atteinte à la sécurité et à l’intégrité physique des journalistes » suite à la « menace » de Georges Louis Bouchez contre « l’intégrité physique d’un journaliste de la RTBF ». La deuxième alerte est déposée pour « harcèlement et intimidation de journalistes » après que Georges Louis Bouchez ait exigé auprès d'un blogueur le retrait de l'article du Vif posté sur les réseaux sociaux. La FEJ exige des excuses publiques du député fédéral et demande aux autorités belges de condamner ses propos. Elle demande également à la justice d'ouvrir une instruction judiciaire pour menaces contre l’intégrité physique d’un journaliste. L'État belge a jusqu'au 11 novembre 2025 pour répondre à la FEJ. 

### Cumul de mandat illégal
En janvier 2022, le journal Le Vif fait remarquer que Georges-Louis Bouchez se trouve dans une situation illégale depuis l'été 2019 en cumulant son poste de président du parc de découverte scientifique le SparkOH! et son poste de sénateur. Alors que Georges-Louis Bouchez déclare que « il y a des dizaines de fonctionnaires qui ont estimé que ce n'était pas un problème », il s'avère que, selon le site web du Sénat, c'est normalement aux élus de vérifier que leur situation est conforme à la loi. De plus, lors de sa campagne pour la présidence du MR, GLB promet d'ailleurs qu'il quittera son poste de sénateur coopté s'il accède à ce poste, ce qu'il n'a pas fait depuis.
Le 24 janvier 2022, Georges-Louis Bouchez décide de renoncer à son mandat de président du SparkOH! afin de rester sénateur coopté,.

### Commentaires vis-à-vis de la communauté des gens du voyage
En novembre 2021, une déclaration de Georges-Louis Bouchez relative à la présence de gens du voyage à Harmignies mène à une saisie de l'Unia. En aout 2024, il vise à nouveau les gens du voyage dans le cadre de la campagne pour les élections communales. Selon l'Unia, ces nouveaux propos participent à alimenter la stigmatisation de cette communauté.

### Placement de produit
En août 2024, Georges-Louis Bouchez est épinglé par la presse à la suite d'un placement de produit diffusé sur ses réseaux sociaux. Le « nouveau sponsor des Francs-Borains » interroge non seulement l'éthique et la transparence qu'un élu devrait adopter mais également le lien entre le président du MR et le fondateur du sponsor, Fabien Debecq, cité par les Panama Papers pour posséder des comptes et sociétés-écrans dans de nombreux paradis fiscaux.

### Autopromotion sur Wikipédia
Fin août 2024, la page Wikipédia de Georges-Louis Bouchez fait l'objet de suspicions d'autopromotion, en violation des conditions d'utilisation de Wikipédia. Ces suspicions concernent les modifications d'un utilisateur dont la page Linkedin éponyme indique qu'il est « consultant en référencement » depuis janvier 2024 chez Onlyne, entreprise qui assure la communication de Georges-Louis Bouchez,,. Début septembre 2024, le porte-parole de Georges-Louis Bouchez reconnait au journal Het Laatste Nieuws qu'il y a eu une volonté de modifier la page, précisant « vous pouvez voir que la page n'est pas complète ».

## Distinction
- Chevalier de l'ordre de Léopold en 2024[130].

## Publications
- L'Aurore d'un monde nouveau, Éditions du CEP, 2017 (ISBN 978-2390070313)
- Alain Van Den Abeele, Georges-Louis Bouchez, à bâtons rompus, Éditions Kennes, 2023 (ISBN 978-2380759044)